# The Real Thing (chanson de Highway)
Pour les articles homonymes, voir The Real Thing.
Chansons représentant le Monténégro au Concours Eurovision de la chanson
Adio
(2015) Space
(2017)
The Real Thing (en français « La vraie chose ») est la chanson de Highway qui représente le Monténégro au Concours Eurovision de la chanson 2016 à Stockholm.
Le 10 mai 2016, lors de la 1re demi-finale, elle termine à la 13e place avec 60 points  et par conséquent n'est pas qualifiée pour la finale.